# Чемпионат Швейцарии по волейболу среди женщин
Чемпионат Швейцарии по волейболу среди женщин — ежегодное соревнование женских волейбольных команд Швейцарии. Проводится с 1959 года.
Соревнования проходят в семи дивизионах — Национальной Лиге А, Национальной Лиге В, 1-й лиге, региональных (2-й, 3-й, 4-й и 5-й) лигах (по 14 регионам). Организатором чемпионатов является Швейцарская федерация волейбола.

## Формула соревнований (Лига А)
Чемпионат 2024/25 в Лиге А включал два этапа — предварительный и плей-офф. На предварительной стадии команды играли в два круга. 8 лучших вышли в плей-офф и далее по системе с выбыванием определили финалистов, которые разыграли первенство. Серии матчей плей-офф проводились до двух (четвертьфинал) и до трёх (полуфинал и финал) побед одного из соперников.
За победу со счётом 3:0 и 3:1 команды получают 3 очка, за победу 3:2 — 2, за поражение 2:3 — 1 очко, за поражения 1:3 и 0:3 очки не начисляются.
В чемпионате 2024/25 в Лиге А участвовали 11 команд: «Витеос Невшатель ЮК» (Невшатель), «Канти» (Шаффхаузен), «Лугано», «Пфеффинген», «Шезо» (Шезо-сюр-Лозанн), «Дюдинген», «Франш-Монтань» (Сеньлежье), «Женева», «Гларония» (Гларус), «Тоггенбург» (Ваттвиль), «Волейбол Академи» (Бюлах). Чемпионский титул в 6-й раз подряд выиграл «Витеос Невшатель ЮК», победивший в финальной серии «Канти» 3-0 (3:1, 3:1, 3:1). 3-е место заняла команда «Лугано».

## Призёры
| Сезон     | 1-е место                                         | 2-е место                                         | 3-е место                                         |
| --------- | ------------------------------------------------- | ------------------------------------------------- | ------------------------------------------------- |
| 1958/59   | «Люцерн»                                          |                                                   |                                                   |
| 1959/60   | «Серветт» Женева                                  |                                                   |                                                   |
| 1960/61   | «Биль-Бьен» Биль                                  |                                                   |                                                   |
| 1961/62   | «Биль-Бьен» Биль                                  |                                                   |                                                   |
| 1962/63   | «Биль-Бьен» Биль                                  |                                                   |                                                   |
| 1963/64   | «Уни» Базель                                      |                                                   |                                                   |
| 1964/65   | «Уни» Базель                                      |                                                   |                                                   |
| 1965/66   | «Уни» Базель                                      |                                                   |                                                   |
| 1966/67   | «Уни» Базель                                      |                                                   |                                                   |
| 1967/68   | «Уни» Базель                                      |                                                   |                                                   |
| 1968/69   | «Уни» Базель                                      |                                                   |                                                   |
| 1969/70   | «Уни» Базель                                      |                                                   |                                                   |
| 1970/71   | «Уни» Базель                                      |                                                   |                                                   |
| 1971/72   | «Уни» Базель                                      |                                                   |                                                   |
| 1972/73   | «Уни» Базель                                      |                                                   |                                                   |
| 1973/74   | «Уни» Базель                                      | «Лозанна»                                         |                                                   |
| 1974/75   | «Уни» Базель                                      | «Невшатель ЮК» Невшатель                          |                                                   |
| 1975/76   | «Уни» Базель                                      | «Невшатель ЮК» Невшатель                          |                                                   |
| 1976/77   | «Уни» Базель                                      | «Берн»                                            |                                                   |
| 1977/78   | «Уни» Базель                                      | «Академик» Цюрих                                  |                                                   |
| 1978/79   | «Уни» Базель                                      | «Лозанна»                                         |                                                   |
| 1979/80   | «Уни» Базель                                      |                                                   |                                                   |
| 1980/81   | «Уни» Базель                                      | «Лозанна»                                         |                                                   |
| 1981/82   | «Уни» Базель                                      |                                                   |                                                   |
| 1982/83   | БТВ Люцерн                                        | «Уни» Базель                                      |                                                   |
| 1983/84   | «Лозанна»                                         | БТВ Люцерн                                        | «Уни» Базель                                      |
| 1984/85   | «Лозанна»                                         | «Уни» Базель                                      |                                                   |
| 1985/86   | «Уни» Базель                                      | «Лозанна»                                         |                                                   |
| 1986/87   | «Уни» Базель                                      | «Лозанна»                                         |                                                   |
| 1987/88   | «Уни» Базель                                      | БТВ Люцерн                                        | «Монтана» Люцерн                                  |
| 1988/89   | «Монтана» Люцерн                                  | «Волеро» Цюрих                                    | «Уни» Базель                                      |
| 1989/90   | «Монтана» Люцерн                                  | «Уни» Базель                                      | БТВ Люцерн                                        |
| 1990/91   | БТВ Люцерн                                        | «Уни» Базель                                      | «Невшатель ЮК» Невшатель                          |
| 1991/92   | БТВ Люцерн                                        | «Уни» Базель                                      | «Биль-Бьен» Биль                                  |
| 1992/93   | БТВ Люцерн                                        | «Уни» Базель                                      | РТВ Базель                                        |
| 1993/94   | БТВ Люцерн                                        | «Женев-Элит» Женева                               | РТВ Базель                                        |
| 1994/95   | РТВ Базель                                        | БТВ Люцерн                                        | «Уни» Базель                                      |
| 1995/96   | РТВ Базель                                        | БТВ Люцерн                                        | «Шезо»                                            |
| 1996/97   | БТВ Люцерн                                        | РТВ Базель                                        | «Канти» Шаффхаузен                                |
| 1997/98   | БТВ Люцерн                                        | «Канти» Шаффхаузен                                | РТВ Базель                                        |
| 1998/99   | «Ваттвиль»                                        | «Канти» Шаффхаузен                                | «Женев-Элит» Женева                               |
| 1999/2000 | «Цайлер» Кёниц                                    | «Канти» Шаффхаузен                                | БТВ Люцерн                                        |
| 2000/01   | «Цайлер» Кёниц                                    | «Канти» Шаффхаузен                                | «Франш-Монтань» Сеньлежье                         |
| 2001/02   | «Цайлер» Кёниц                                    | «Франш-Монтань» Сеньлежье                         | «Канти» Шаффхаузен                                |
| 2002/03   | «Цайлер» Кёниц                                    | БТВ Люцерн                                        | «Канти» Шаффхаузен                                |
| 2003/04   | «Цайлер» Кёниц                                    | «Канти» Шаффхаузен                                | «Биль-Бьен» Биль                                  |
| 2004/05   | «Волеро» Цюрих                                    | «Цайлер» Кёниц                                    | «Франш-Монтань» Сеньлежье                         |
| 2005/06   | «Волеро» Цюрих                                    | «Франш-Монтань» Сеньлежье                         | «Цайлер» Кёниц                                    |
| 2006/07   | «Волеро» Цюрих                                    | «Цайлер» Кёниц                                    | «Франш-Монтань» Сеньлежье                         |
| 2007/08   | «Волеро» Цюрих                                    | «Канти» Шаффхаузен                                | «Цайлер» Кёниц                                    |
| 2008/09   | «Цайлер» Кёниц                                    | «Канти» Шаффхаузен                                | «Волеро» Цюрих                                    |
| 2009/10   | «Волеро» Цюрих                                    | «Цайлер» Кёниц                                    | «Невшатель ЮК» Невшатель                          |
| 2010/11   | «Волеро» Цюрих                                    | «Сагре Невшатель ЮК» Невшатель                    | «Франш-Монтань» Сеньлежье                         |
| 2011/12   | «Волеро» Цюрих                                    | «Сагре Невшатель ЮК» Невшатель                    | «Цайлер» Кёниц                                    |
| 2012/13   | «Волеро» Цюрих                                    | «Канти» Шаффхаузен                                | «Цайлер» Кёниц                                    |
| 2013/14   | «Волеро» Цюрих                                    | «Цайлер» Кёниц                                    | «Сагре Невшатель ЮК» Невшатель                    |
| 2014/15   | «Волеро» Цюрих                                    | «Цайлер» Кёниц                                    | «Сагре Невшатель ЮК» Невшатель                    |
| 2015/16   | «Волеро» Цюрих                                    | «Пфеффинген»                                      | «Дюдинген»                                        |
| 2016/17   | «Волеро» Цюрих                                    | «Пфеффинген»                                      | «Франш-Монтань» Сеньлежье                         |
| 2017/18   | «Волеро» Цюрих                                    | «Пфеффинген»                                      | «Дюдинген»                                        |
| 2018/19   | «Витеос Невшатель ЮК» Невшатель                   | «Пфеффинген»                                      | «Дюдинген»                                        |
| 2019/20   | Из-за пандемии COVID-19 чемпионат не был завершён | Из-за пандемии COVID-19 чемпионат не был завершён | Из-за пандемии COVID-19 чемпионат не был завершён |
| 2020/21   | «Витеос Невшатель ЮК» Невшатель                   | «Дюдинген»                                        | «Пфеффинген»                                      |
| 2021/22   | «Витеос Невшатель ЮК» Невшатель                   | «Пфеффинген»                                      | «Канти» Шаффхаузен                                |
| 2022/23   | «Витеос Невшатель ЮК» Невшатель                   | «Дюдинген»                                        | «Лугано»                                          |
| 2023/24   | «Витеос Невшатель ЮК» Невшатель                   | «Дюдинген»                                        | «Пфеффинген»                                      |
| 2024/25   | «Витеос Невшатель ЮК» Невшатель                   | «Канти» Шаффхаузен                                | «Лугано»                                          |